# 板橋区指定・登録文化財一覧
板橋区指定・登録文化財一覧（いたばしくしてい・とうろくぶんかざいいちらん）は、東京都板橋区の指定・登録の文化財を一覧形式でまとめたものである。

## 概要
2025年（令和7年）3月現在、指定文化財34件、登録文化財194件。区内の国登録有形文化財などは関連項目を参照。

## 区指定有形文化財

### 歴史資料
- 観明寺寛文元年庚申塔 -1983年（昭和58年）指定
- 東光寺寛文二年庚申塔 -1983年（昭和58年）指定
- 徳川将軍朱印状 -1984年（昭和59年）指定
- 若木稲荷神社「四季農耕図」絵馬 -1984年（昭和59年）指定
- 遍照寺「遍照寺参詣図」絵馬 -1984年（昭和59年）指定
- 圓福寺月待画像板碑 -1985年（昭和60年）指定
- 泉福寺十一面観音立像 -1991年（平成3年）指定
- 長徳寺阿弥陀如来立像 -1992年（平成4年）

### 考古資料
- 圓福寺明徳二年雲版 -1983年（昭和58年）指定
- 龍福寺建長七年板碑 -1983年（昭和58年）指定
- 根ノ上遺跡出土弥生式土器 -1991年（平成3年）指定
- 大門遺跡出土品旧石器時代石器 3号方形周溝墓出土品一括 -1994年（平成6年）指定
- 西台後藤田遺跡第1地点出土旧石器時代遺物 -2008年（平成20年）指定

### 彫刻
- 安養院紅頗梨色阿彌陀如来坐像 -1989年（平成元年）指定
- 安養院釈迦四面像 -1989年（平成元年）指定
- 文殊院文殊菩薩坐像 -1989年（平成元年）指定
- 総泉寺薬師三尊像 -1990年（平成2年）指定
- 観明寺聖観音立像 -1990年（平成2年）指定
- 観明寺不動三尊像 -1990年（平成2年）指定

### 古文書
- 飯田侃家文書 -2011年（平成23年）指定

### 絵画・書跡
- 徳丸北野神社絵馬・扁額一式 -1990年（平成2年）指定

## 区指定有形民俗文化財

### 民俗資料
- 東新町氷川神社郷土資料館所蔵品一括 -1989年（平成元年）指定

### 信仰
- 冨士永田講関係祭具一括  -1992年（平成4年）指定

## 区指定無形民俗文化財

### 民俗芸能
- 徳丸北野神社獅子舞　徳丸北野神社獅子舞保存会 -1983年（昭和58年）指定
- 赤塚諏訪神社獅子舞　赤塚諏訪神社獅子舞保存会 -1983年（昭和58年）指定
- 徳丸四ツ竹踊り　徳丸四ツ竹踊り保存会 -1983年（昭和58年）指定
- 祭り囃子（神田囃子）　神田流弥生囃子保存会 -1983年（昭和58年）指定
- 里神楽　成増里神楽保存会 -1983年（昭和58年）指定
- 大門餅つき　大門餅つき保存会 -1983年（昭和58年）指定
- 祭り囃子（神田囃子）神田流神明囃子保存会 -1988年（昭和62年）指定
- 大門四ツ竹踊り　大門四ツ竹踊り保存会 -1990年（平成2年）指定
- 里神楽（相模流萩原由郎社中） -1998年（平成10年）指定

## 区指定記念物

### 史跡
- 圧磨機圧輪記念碑 -1985年（昭和60年）指定
- 薬師の泉跡 -1990年（平成2年）指定

### 史跡・遺跡
- 根ノ上遺跡 -1991年（平成3年）指定

## 区登録有形文化財

### 歴史資料・工芸品
- 大堂銅鐘 -1984年（昭和59年）登録 - 1949年（昭和24年）5月に国重要美術品に指定されている。
- 安養院銅鐘 -1984年（昭和59年）登録

### 歴史資料
- 新田坂道祖神等石造物 -1984年（昭和59年）登録
- 志村坂上富士大山道道標・庚申塔 -1984年（昭和59年）登録
- 日曜寺扁額 -1985年（昭和60年）登録
- 志村延命寺板碑群 -1985年（昭和60年）登録
- 天保飢饉の供養塔 -1986年（昭和61年）登録

### 古文書
- 安井家文書 -1985年（昭和60年）登録
- 大野和夫家文書 -1985年（昭和60年）登録

## 区登録有形民俗文化財

### 民俗資料
- 清水資料館収蔵品一括 -1986年（昭和61年）登録

### 信仰
- 御嶽神社の狛犬 -1986年（昭和61年）登録

## 区登録無形民俗文化財

### 民俗芸能
- 徳丸北野神社田遊び 徳丸北野神社田遊び保存会 -1983年（昭和58年）登録 - 1976年（昭和51年）5月4日に国重要無形民俗文化財に指定されている。
- 赤塚諏訪神社田遊び 赤塚諏訪神社田遊び保存会 -1983年（昭和58年） - 1976年（昭和51年）5月4日に国重要無形民俗文化財に指定されている。

## 区登録記念物

### 史跡
- 志村一里塚 -1984年（昭和59年）登録

- 茂呂遺跡 -1984年（昭和59年）登録
- 稲荷台遺跡 -1984年（昭和59年）登録
- 徳丸ヶ原 -1985年（昭和60年）登録
- 大堂 -1985年（昭和60年）登録
- 伝・千葉一族の墓地 -1985年（昭和60年）登録
- 早瀬の渡し水神宮碑 -1985年（昭和60年）登録
- 中用水遺構石橋 -1985年（昭和60年）登録
- 下頭橋と六蔵祠 -1986年（昭和61年）登録
- 縁切榎 -1986年（昭和61年）登録
- 板橋 -1986年（昭和61年）登録

### 史跡・遺跡
- 小豆沢貝塚 -1985年（昭和60年）登録